# Tyspanodes
Tyspanodes is een geslacht van vlinders uit de familie van de grasmotten (Crambidae), uit de onderfamilie van de Spilomelinae. De wetenschappelijke naam van dit geslacht is voor het eerst voorgesteld door William Warren in een publicatie uit 1891.

## Soorten
- T. albidalis Hampson, 1912
- T. cardinalis Hampson, 1896
- T. celebensis Munroe, 1960
- T. creaghi Hampson, 1899
- T. exathesalis (Walker, 1859)
- T. fascialis (Moore, 1867)
- T. flaviventer Warren, 1891
- T. flavolimbalis (Snellen, 1895)
- T. gracilis Inoue, 1982
- T. hemileucalis (Hampson, 1897)
- T. hillalis (Schaus, 1927)
- T. hypsalis Warren, 1891
- T. linealis (Moore, 1867)
- T. metachrysialis Lower, 1903
- T. nigrolinealis (Moore, 1867)
- T. obscuralis Caradja, 1925
- T. piuralis Schaus, 1920
- T. radiata Kenrick, 1907
- T. striata (Butler, 1879)
- T. suasalis Druce, 1899